# Toiano (Palaia)
Toiano è una frazione del comune italiano di Palaia, nella provincia di Pisa, in Toscana.

## Geografia fisica
Sorge a sud-est di Palaia, tra i corsi dei torrenti Chiecinella e del Roglio, principale affluente del fiume Era. Il torrente Carfalo divide il paese di Legoli da quelle di Toiano e di Montefoscoli, scorrendo da est a nord.

## Storia
Le sue origini risalgono all'alto medioevo, e la struttura del paese resta quella di un castello, a cui si accede tramite un ponte,  in origine un ponte levatoio.
Inizialmente sotto il dominio lucchese, passò poi sotto i pisani e nel 1362 sotto l'egemonia fiorentina, grazie all'azione del condottiero Rodolfo II Da Varano, il quale dopo aver vinto l'assedio, prese una campana della rocca e la inviò come trofeo a Firenze, dove fu posta nel ballatoio di Palazzo Vecchio.
Nel 1364 il paese (da allora detto "Toiano Vecchio") fu distrutto dai fiorentini e il territorio venne restituito ai pisani, in seguito agli accordi di pace tra le due città.
Gli abitanti di Toiano ricostruirono nuovamente il villaggio (da allora detto "Toiano Nuovo"), ma nel 1406 si arresero nuovamente al dominio di Firenze.

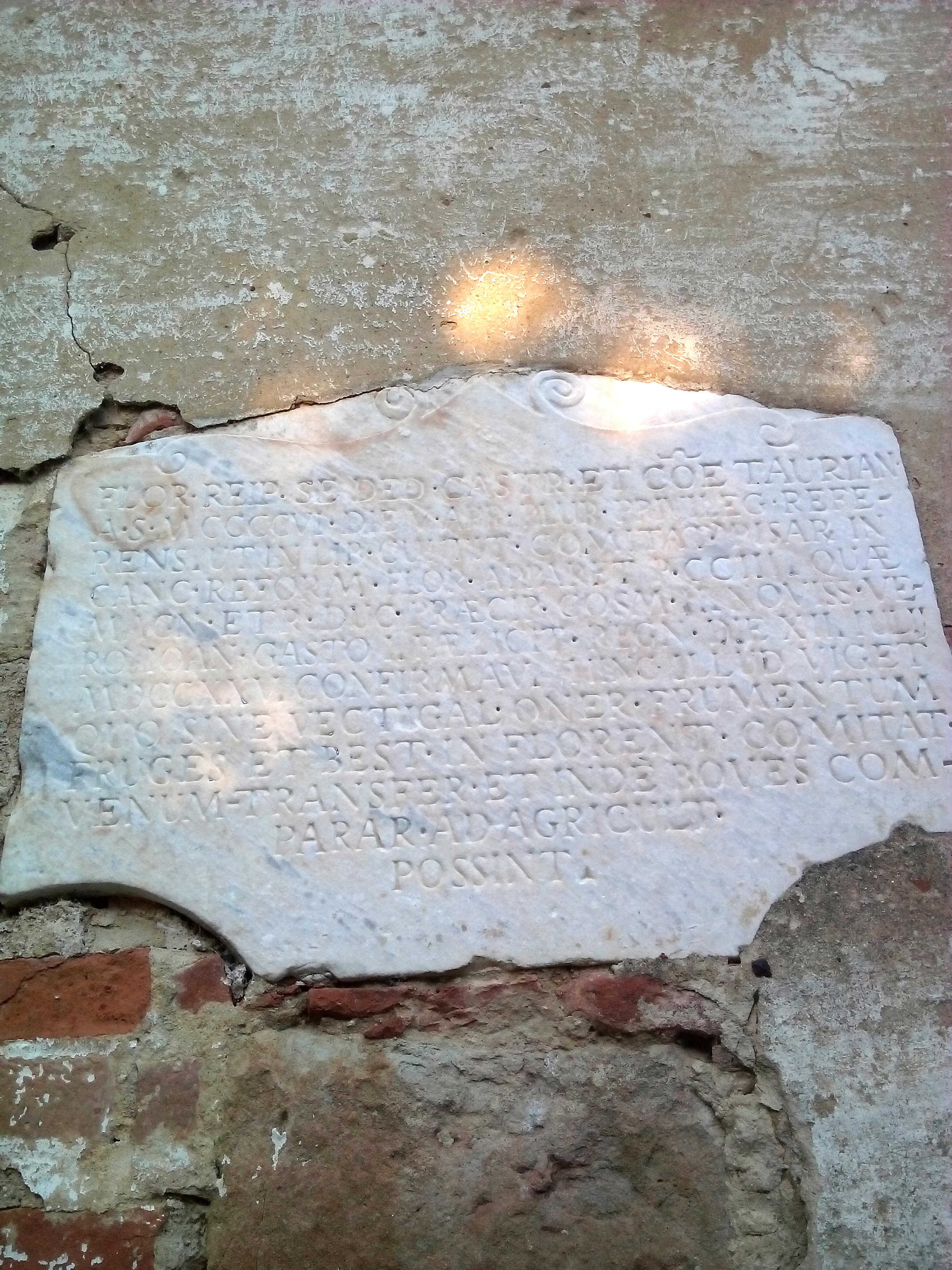

(Iscrizione latina di Toiano)

## Monumenti e luoghi d'interesse
(Relazioni d'alcuni viaggi fatti in diverse parti della Toscana di Giovanni Targioni Tozzetti)

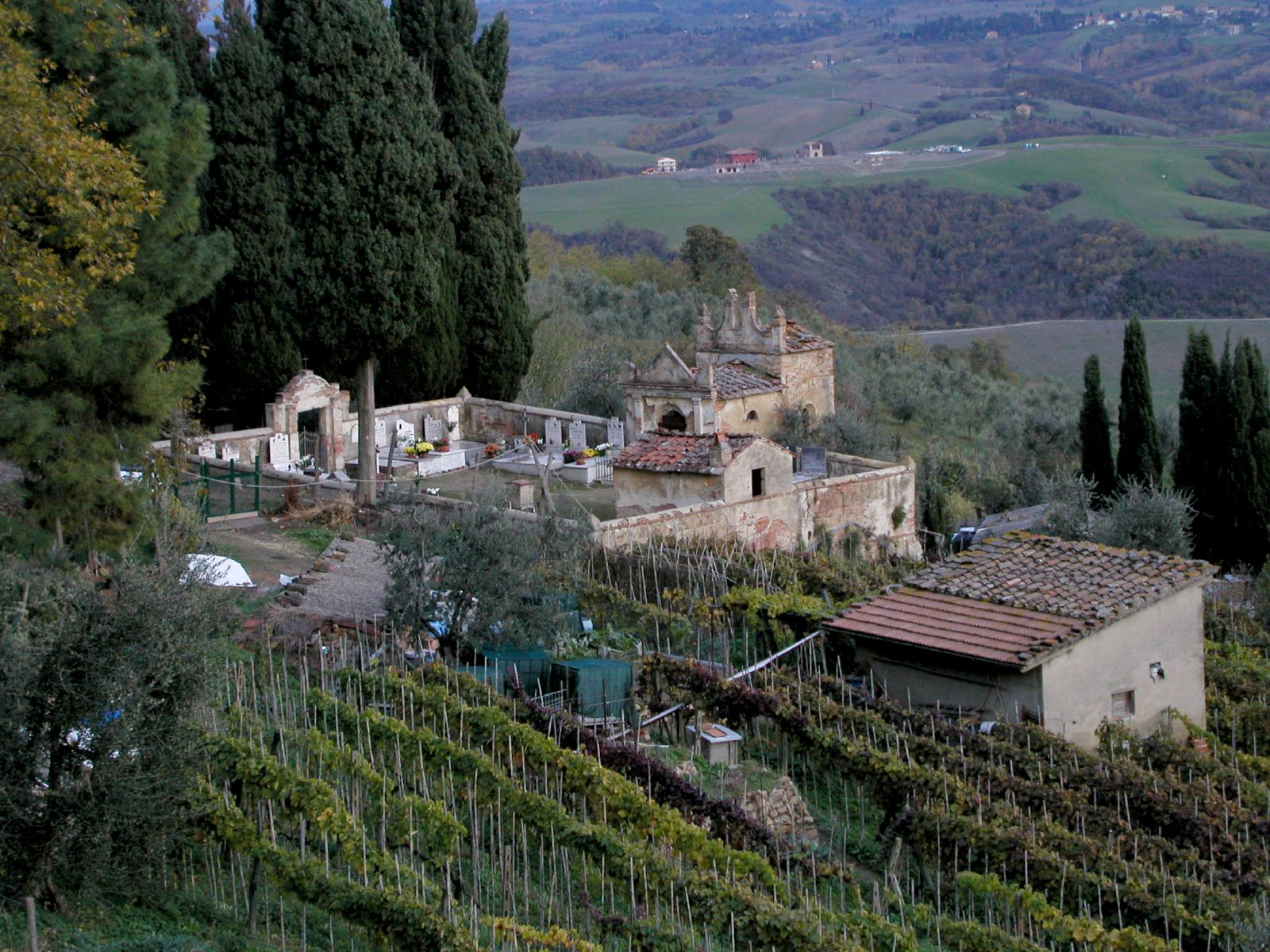
Il piccolo cimitero abbandonato

Il paese non è del tutto disabitato, e al completamento di alcuni lavori di risanamento Idrogeologico da parte degli enti regionali, ormai in fase di completamento del quarto ed ultimo lotto, dovrebbe riprendere a breve i lavori di restauro. È stato segnalato al FAI (Fondo per l'Ambiente Italiano) nel censimento dei luoghi del cuore da salvare. Vi è inoltre una chiesa sconsacrata risalente all'XI secolo, costruita a pietre quadre regolari e dedicata a San Giovanni Battista.
È situato in una zona di notevole interesse paesaggistico, tra l'area palaiese e quella volterrana, tra le colline pisane e i calanchi di sabbia che sconfinano nelle balze della zona intorno a Volterra.
Il paese è inoltre tristemente ricordato per l'omicidio di Elvira Orlandini, detta la "bella Elvira", una giovane ventenne che fu trovata sgozzata tra Palaia e Villa Lena e la cui uccisione rappresentò un caso mediatico nel 1947.
Negli anni passati  è stata creata una Onlus di cittadini per la salvaguardia del territorio, che insieme a Oliviero Toscani organizzarono un concorso fotografico, svoltosi nel centro di creatività della Sterpaia in S.Rossore, dal titolo "Il Paesaggio Italiano".